# Франциск Савойски-Ракониджи
Вижте пояснителната страница за други личности с името Франц.
Франциск Савойски-Ракониджи (на италиански: Francesco di Savoia-Racconigi; * XV век, Торино, Савойско херцогство; † пр. 1 януари 1503, Ракониджи, пак там) е господар (сеньор) на Ракониджи и на Милябруна с ½ Панкалиери и Кастелрайнеро (херцогско дарение от 27 март 1461), губернатор на Верчели (1465/1467), Рицар на Върховния орден на Пресветото Благовещение.

## Произход
Франциск е син на Лудвиг I Савойски-Ракониджи (* ок. 1390, † 1459), господар на Панкалиери (1407), господар на Ракониджи и на Милябруна (23 февруари 1414), господар на Кастелрайнеро и на Кавур (1417), херцогски маршал (1454), и на съпругата му – френската благородничка Алиса дьо Монбел († 1454/1464). Баща му поставя началото на кадетския клон Савоя-Ракониджи, след като получава владението на Ракониджи от баща си.
Според френския историк Самюел Гишенон Франциск има има един брат и една сестра:
- Мария[3] († 1471[2] или сл. 1477[1])
- Лудвиг († пр. 1503)[1][2]

Според уеб страницата Foundation of Medieval Genealogy към тях се прибавят още три сестри:
- Алисия († сл. 1464);[1]
- Барбара († сл. 1464);[1][2]
- Лучия.[1]

## Биография
При смъртта на баща си през 1459 г. Франциск поема управлението на наследственото владение и го управлява в мир. Той достига до особено влиятелна позиция в международната политика благодарение на брака на най-големия му син Клавдий с Иполита Боромео, дъщеря на графа на Арона Джовани Боромео. Няколко години по-късно Франциск и Клавдий одобряват преотстъпването на брачната зестра на Иполита на Савойските херцози в подкрепа на военните разходи, които те имат срещу Конфедерация Швейцария в подкрепа на политиката на херцога на Бургундия Шарл Дръзки за съюзни цели. През този период Франциск е назначен и за губернатор на Верчели.
Когато обаче Карл I Савойски се възкачва на Савойския трон след преждевременната смърт на брат си през 1485 г., започва труден период за Савоя-Ракониджи, белязан от вътрешни разделения в рода. Карл I, подтикван от своите придворни благородници, решава да лиши сина на Франциск – Клавдий от феодите и длъжностите, получени при неговия предшественик, и да уважи гаранцията на зестрата на Иполита Боромео. Това кара Клавдий да се разбунтува. Баща му Франциск обаче предпочита да застане на страната на савойските херцози с намерението да запази семейните владения. Клавдий започва да води лична война срещу Карл I Савойски, довеждайки свои въоръжени хора да защитават замъка на Сомарива, който подлага на военна окупация против бащината воля. Клавдий е победен и е принуден да влезе в съюз с Маркграфовете на Салуцо, които също са в спор със Савойските херцози по териториални въпроси.
Франциск от своя страна се укрепява в Ракониджи и се опитва да го запази, дори когато синът му го обсажда през 1486 г., успявайки да го завладее заедно с Панкалиери. Двата града са освободени от Савойската армия, която ги връща във владение на херцог Карл I Савойски, който ги дава отново на Франциск едва през 1493 г.
Със смъртта на херцог Карл I Савойски през 1490 г. съпругата му и регентка Бианка решава да се помири с Клавдий Савойски-Ракониджи, възстановявайки връзката му с баща му Франциск.
Последните години от управлението на Франциск са години на спокойствие и на близост до савойската политика.
Франциск умира в Ракониджи преди 1 януари 1503 г.

## Брак и потомство
∞ за Катерина дьо Сесел, дъщеря на Йоан дьо Сесел, господар на Баря и на Ла Рошет, маршал на Савоя, и на първата му съпруга Маргарита дьо ла Шамбър от виконтите на Мориен. От нея има една дъщеря и двама сина:
- Мария Савойска-Ракониджи († 1510), ∞ 1. за Гофредо ди Сан Мартино, господар на Ривароло; 2. за Гофредо Савойски-Буска, син на Мартин Савойски, господар на Буска 3. за Манфредо ди Салуцо, господар на Кардè, губернатор на Мондови, син на Угонино ди Салуцо, господар на Кардè, губернатор на Пинероло, и на съпругата му Маргарита дьо ла Палу[1][3]
- Клавдий Савойски-Ракониджи (* ок. 1445, Торино, Савойско херцогство; † (малко пр.) 7 януари 1521, Ракониджи, Савойско херцогство), наследник на Франциск, господар на Ракониджи и Милябруна с ½ Панкалиери и Кастелрайнеро (инвеститура на 21 декември 1502), господар на ½ Панкалиери със Сомарива (инвеститура на 10 октомври 1505), Генерален маршал на Савойското херцогство (1482/1483), кавалер на Висшия орден на Светото Благовещение (от 1518), ∞ за Иполита Боромео, дъщеря на Джовани Боромео, граф на Арона, от която има двама сина[1][3]
- Ханибал Савойски-Ракониджи (неизв.), губернатор на Верчели от името на брат си Клавдий.[1]

Има и един извънбрачен син от неизвестна жена:
- Бернардин († сл. 13 май 1497).